# Pajaka
Pajaka es una localidad situada en el municipio de Märjamaa, en el condado de Rapla, Estonia. Según el censo de 2021, tiene una población de 48 habitantes.
Está ubicada al oeste del condado, cerca de la frontera con los condados de Lääne y Harju.